# LMI Lambda
LMI Lambda est une machine Lisp de la société LMI réalisée en 1983. C'est une amélioration de la version réalisée en 1980, qui  reste toujours basée sur la machine Lisp du MIT.
C'est la même version que la machine Lisp distribuée par Texas Instruments sous l'appellation TI Explorer.